# Ještědský tunel
Ještědský tunel je železniční tunel na katastrálním území obce Křižany, v km 129,656–130,472 trati Liberec – Česká Lípa na libereckém záhlaví stanice Křižany.

## Historie
V roce 1900 byla dokončena část trasy z Mimoně do Liberce, na ní bylo postaveno mezi Křižany a Libercem pět tunelů: Ještědský, U Myslivny, Kryštoský, Karlovský I a Karlovský II. Tento úsek trati stavěla firma bratři Redlichové a Berger. Tunel byl postaven za dva roky a dva měsíce v letech 1898–1900 a dán do provozu 16. září 1900.

## Popis
Jednokolejný tunel byl postaven pro železniční trať Liberec – Česká Lípa mezi zastávkou Novina a stanicí Křižany pod Křižanským sedlem (578 m n. m.) v Ještědském hřbetu. Trať zde dosahuje nejvyšší nadmořské výšky. Byl ražen především v břidlicích a je po celé své délce vyzděn. Tunel leží v nadmořské výšce 500 m a měří 815,44 m.
Trať pokračuje v obci Novina přes 230 m dlouhý viadukt s třinácti 30 m vysokými oblouky.